# Accademia del Bello
L'Accademia del Bello è un museo di arti figurative italiano, con sede a Poggio, frazione del comune di Marciana, sull'isola d'Elba.

## Descrizione
Inaugurata il 7 agosto 2017, ospita esposizioni temporanee di opere di arti figurative e scenografia. Nella Sala delle Conferenze, che conserva decorazioni pittoriche parietali del primo Ottocento, avvengono inoltre incontri culturali sulla storia, sulle arti figurative, sull'archeologia e sull'ecosistema ambientale dell'isola d'Elba; nel maggio 2018 vi si è svolto il progetto culturale Da Llewelyn Lloyd ai Pittori delle dune, mentre al maggio 2019 è datato l'incontro Le parole del mare e quelle dell'uomo con il poeta Manrico Murzi. Il 3 agosto 2024 si è tenuto un incontro con la giornalista Maria Cuffaro dal titolo Maria Cuffaro si racconta.
L'Accademia del Bello è stata visitata dal critico d'arte Vittorio Sgarbi il 13 agosto 2018.
Il piccolo giardino dell'Accademia del Bello, in cui vegetano piante come Strelitzia nicolai, Strelitzia reginae, Beschorneria yuccoides e Farfugium japonicum giganteum, è utilizzato per concerti all'aperto.

## Esposizioni
- Agosto 2021: mostra retrospettiva sulla storia della Festa del Poggio, spettacolo teatrale diretto da Paolo Ferruzzi sino al 1994.
- Luglio 2023: mostra retrospettiva sulla storia della Fonte di Napoleone e del Palazzo della Fonte di Napoleone con esposizione del disegno su carta La Fonte di Napoleone fra Poggio e Marciana all'Elba di Telemaco Signorini (4 agosto 1898) e del dipinto Veduta di Poggio all'isola d'Elba al tramonto di Giovanni Lomi (1948 circa).
- Luglio 2025: mostra retrospettiva «Poggio illustrato» con riproduzioni fotografiche di quadri raffiguranti il paese, abitazioni con decorazioni parietali interne e cartoline postali dal 1899 al 1962.

Sala delle Esposizioni

## Les cinq codes
Nella Sala delle Esposizioni è conservata una copia del volume Les cinq codes che fu donata da Napoleone Bonaparte alla comunità di Poggio nel 1814, presumibilmente durante la visita al paese avvenuta il 27 agosto; in più pagine sono presenti annotazioni dello stesso Bonaparte. Il volume fu esposto a Tokyo nella mostra Napoleon Bonaparte. The Man tenutasi dal 29 aprile al 1º agosto 1999 presso il Tokyo Fuji Art Museum.

## Archivio
L'archivio documentario dell'Accademia del Bello è composto dai seguenti fondi:
- Fondo Poggio (1796-1958): Tonnara del Bagno, Lettere Bini, Ordinanza vescovile, Compravendita zolfo, Legato Miliani, Contratto Vadi-Lupi, Appalto strada Civillina, Ente Nazionale Assistenza Lavoratori, Società di mutuo soccorso (Fratellanza Poggese), Decessi al Poggio 1900-1920, Demolizione casa in Piazza Vecchia, Osservazioni sul Catasto Terreni.
- Fondo Tagliaferro (1846-1880): Abbozzi di perizie, Lavori edili, Descrizione dei lavori.
- Fondo Pilade Del Buono (1905-1924): Corrispondenza varia.
- Fondo Giuseppe Cacciò (1922-1951): Associazione Nazionale Combattenti e Reduci, Associazione Progresso Elbano, Cantiere navale Elba, Cutter «Tina», Fornaci riunite dell'Urbe, Hôtel Fonte di Napoleone, Stabilimento Fonte di Napoleone, Hôtel Darsena.
- Fondo Giulio Moneti (1940-1976): Albergo Monte Capanne, Rifugio Monte Perone.